# Mark Roseman
Pour les articles homonymes, voir Roseman.
Mark Roseman (né en 1958 à Londres) est un historien britannique, spécialiste de l'holocauste. En 2003 pour le récit d'une survivante juive allemande, Marianne Strauss, In einem unbewachten Augenblick. Eine Frau überlebt im Untergrund, il reçoit le prix frère et sœur Scholl.

## Biographie
Mark Roseman est titulaire d'un doctorat en histoire de l'Université de Warwick en 1988 et d'un Bachelor of Arts en histoire du Christ’s College de Cambridge en 1979.
En 2000-2003, il est professeur d'histoire contemporaine à l'université de Southampton. 
Depuis 2004, il est titulaire de la chaire Pat M. Glazer d'études juives à l'université de l'Indiana à Bloomington aux États-Unis et depuis 2018, il est professeur de cette université,.
Ses recherches portent sur l'histoire allemande, européenne et juive. Il s'intéresse particulièrement à la période nazie et à la mémoire de l'holocauste. Il traite également de l'histoire comparée.
Il publie régulièrement des articles dans le Times Literary Supplement.

### Marianne Strauss-Ellenbogen
En 2000, Mark Roseman publie la biographie de Marianne Strauss-Ellenbogen, une femme juive originaire d'Essen qui vit dans la clandestinité en Allemagne de 1943 à 1945 avec le soutien du Bund – Gemeinschaft für sozialistisches Leben (de). Pour cet ouvrage intitulé A Past in Hiding: Memory and Survival in Nazi Germany, il mène de nombreuses recherches, rencontre à deux reprises Marianne Strauss et analyse les nombreux documents retrouvés après sa mort. Le livre est traduit en allemand en 2002 et dans d'autres langues ensuite. Il obtient plusieurs prix :
- 2000 : Fraenkel Prize in Contemporary History, attribué par la Wiener Library (de)[8]
- 2001 : Wingate Literary Prize de la revue Jewish Quarterly Review[2]
- 2002 : Mark Lynton History Prize [9]
- 24 Novembre 2003 : Prix frère et sœur Scholl [10]

En 2019, il publie un nouveau livre sur l'organisation Bund-Gemeinschaft für sozialistisches Leben qui a sauvé la vie de Marianne Strauss et de nombreuses autres personnes juives, Lives Reclaimed: A Story of Rescue and Resistance in Nazi Germany,. 

## Publications
- (en) Generations in Conflict: Youth Revolt and Generation Formation in Germany 1770–1968, Cambridge University Press, 1995
- (en) A Past in Hiding: Memory and Survival in Nazi Germany, Metropolitan Books, 2001 (ISBN 978-0805063264)
- (en) Villa The Lake The Meeting: Wannsee And The Final Solution, Allen Lane, 2002 (ISBN 978-0713995701)
- (en) The Wannsee Conference and the Final Solution: A Reconsideration, Picador, 2003 (ISBN 978-0312422349)
- (en) Jewish Responses to Persecution: 1933–1938 (Documenting Life and Destruction: Holocaust Sources in Context Book 1), Altamira Press, 2010 (ISBN 978-0759119086)
- (en) Lives Reclaimed: A Story of Rescue and Resistance in Nazi Germany, Metropolitan Books, 2019 (ISBN 978-1627797870)

En français :
- Ordre du jour : Génocide, le 20 janvier 1942  (trad. Claude Markovits, préf. Philippe Burrin), Louis Audibert, 2002 (ISBN 978-2847490190)
- La conférence de Wannsee. Comment la bureaucratie nazie organisa l'holocauste ((de) Die Wannsee-Konferenz, Wie die NS-Bürokratie den Holocaust organisierte, Ullstein Taschenbuchverlag, 2002. Traduit de l'anglais. Titre original : The Villa, The Lake, The Meeting).

## Citation
À propos du protocole de la Conférence de Wannsee :

« D’après certains signes, le Protocole fit des vagues chez les officiels allemands à travers l’Europe. Trente exemplaires en furent tirés et, selon une évaluation prudente, chacun toucha cinq à dix responsables. Nous savons que les responsables à Minsk en entendirent bientôt parler, tandis que le 23 mars l’expert aux questions juives de l’ambassade allemande à Paris, Carltheo Zeitschel, écrivit à ses supérieurs au ministère des Affaires étrangères pour les informer qu’il avait entendu dire qu’une réunion de Staatssekretäre avait eu lieu et qu’il demandait un exemplaire du procès-verbal. »